# Nick Petersen
Nicholas „Nick“ Petersen (* 27. Mai 1989 in Wakefield, Québec) ist ein US-amerikanisch-kanadischer Eishockeyspieler, der seit Mai 2018 beim EC KAC aus der ICE Hockey League unter Vertrag steht und dort auf der Position des Flügelstürmers spielt. Davor war Petersen fünf Jahre für die Schwenninger Wild Wings, Iserlohn Roosters und Eisbären Berlin in der Deutschen Eishockey Liga (DEL) aktiv.

## Karriere
Nick Petersen spielte von 2007 bis 2009 für die Cataractes de Shawinigan in der Ligue de hockey junior majeur du Québec (LHJMQ). Anschließend wechselte er zu den Saint John Sea Dogs. In seinem zweiten und dritten Jahr zählte Petersen zu den besten Scorern der Liga und wurde im NHL Entry Draft 2009 in der vierten Runde an 121. Stelle von den Pittsburgh Penguins ausgewählt. Im Mai 2010 unterschrieb er einen Dreijahresvertrag bei den Penguins und spielte bis 2012 im Farmteam Wilkes-Barre/Scranton Penguins in der American Hockey League (AHL) und bei den Wheeling Nailers in der ECHL. Im September 2012 wurde sein Vertrag aufgelöst und Petersen unterschrieb einen Vertrag bei den Houston Aeros aus der AHL. Während der Saison spielte er sowohl in Texas als auch für die Orlando Solar Bears in der ECHL.
Zur Saison 2013/14 wechselte Petersen in die Deutsche Eishockey Liga (DEL) zu den Schwenninger Wild Wings. Dort wurde er mit 17 Toren bester Torschütze seiner Mannschaft und unterschrieb im Juni 2014 einen Jahresvertrag beim Ligakonkurrenten Iserlohn Roosters und verbrachte auch die Folgesaison 2015/16 bei den Sauerländern, für die er in zwei Jahren 107 DEL-Einsätze absolvierte und dabei 43 Tore sowie 59 Assists verbuchte. Insbesondere in der Saison 2014/15 war er mit 53 Punkten sowie 22 Toren bester Scorer und Torschütze seines Teams und einer der Topscorer der DEL. Am 4. April 2016 unterschrieb er bei einem weiteren DEL-Verein, den Eisbären Berlin. Hier verzeichnete der Außenstürmer in einer Angriffsreihe mit Darin Olver und Daniel Fischbuch mit elf Scorerpunkten aus den ersten sechs Spielen einen bemerkenswerten Start in die Saison 2016/17. Insgesamt wurde Petersen in dieser Saison mit 35 Punkten erfolgreichster Scorer der Eisbären. In der Saison 2017/18 spielte Petersen eine starke Hauptrunde, erzielte in 48 Spielen 43 Scorerpunkte wurde mit den Eisbären Vizemeister und war mit 24 Punkten der erfolgreichste Scorer der Playoffs 2018.
Nach Angeboten internationaler Eishockeyligen u. a. aus Russland, Schweden und der Schweiz wechselte er zur Saison 2018/19 in die internationale Erste Bank Eishockey Liga (EBEL) zum österreichischen Rekordmeister EC KAC. Mit dem Verein aus Kärnten konnte er gleich in seiner ersten Spielzeit die Meisterschaft gewinnen und war dabei mit 80 Punkten sowohl punktbester Spieler seines Vereins in der Vorrunde als auch in den Play-offs.

## Erfolge und Auszeichnungen
| - 2009 LHJMQ Second All-Star Team - 2010 LHJMQ Second All-Star Team - 2011 ECHL-Rookie des Monats Januar - 2012 ECHL-Spieler des Monats Oktober - 2013 Teilnahme am ECHL All-Star Game - 2018 Deutscher Vizemeister mit den Eisbären Berlin | - 2018 Topscorer der DEL-Playoffs - 2019 EBEL-Meister mit dem EC KAC - 2019 EBEL All-Star Team - 2021 ICEHL-Meister mit dem EC KAC - 2021 Wertvollster Spieler der ICEHL-Playoffs |

## Karrierestatistik
Stand: Ende der Saison 2024/25
(Legende zur Spielerstatistik: Sp oder GP = absolvierte Spiele; T oder G = erzielte Tore; V oder A = erzielte Assists; Pkt oder Pts = erzielte Scorerpunkte; SM oder PIM = erhaltene Strafminuten; +/− = Plus/Minus-Bilanz; PP = erzielte Überzahltore; SH = erzielte Unterzahltore; GW = erzielte Siegtore; 1 Play-downs/Relegation; Kursiv: Statistik nicht vollständig)